# 암슈테텐군

암슈테텐군의 위치

암슈테텐군(독일어: Bezirk Amstetten)은 오스트리아 니더외스터라이히주에 위치한 군으로 행정 중심지는 암슈테텐이며 면적은 1,187.73km2, 인구는 117,972명(2023년 기준), 인구 밀도는 99명/km2이다. 헌장 도시로 지정된 바이트호펜안데어입스를 사이에 두고 서로 떨어져 있다. 서쪽으로는 오버외스터라이히주 린츠란트군, 슈타이어란트군, 슈타이어, 북쪽으로는 오버외스터라이히주 페르크군, 동쪽으로는 멜크군, 샤입스군, 남쪽으로는 슈타이어마르크주 리첸군과 접한다.

## 하위 행정 구역
3개 도시, 18개 시장도시, 13개 일반 시를 관할한다.
- 도시
  - 암슈테텐(Amstetten)
  - 하크(Haag)
  - 장크트발렌틴(St. Valentin)
- 시장도시
  - 알하르츠베르크(Allhartsberg)
  - 아르다거(Ardagger)
  - 아슈바흐마르크트(Aschbach-Markt)
  - 오이라츠펠트(Euratsfeld)
  - 페르슈니츠(Ferschnitz)
  - 케마텐안데어입스(Kematen an der Ybbs)
  - 노이호펜안데어입스(Neuhofen an der Ybbs)
  - 노이슈타틀안데어도나우(Neustadtl an der Donau)
  - 외트욀링(Oed-Oehling)
  - 장크트게오르겐암입스펠데(St. Georgen am Ybbsfelde)
  - 장크트페터인데어아우(St. Peter in der Au)
  - 자이텐슈테텐(Seitenstetten)
  - 존타크베르크(Sonntagberg)
  - 슈트렝베르크(Strengberg)
  - 발제진델부르크(Wallsee-Sindelburg)
  - 볼프스바흐(Wolfsbach)
  - 입지츠(Ybbsitz)
  - 차일레른(Zeillern)
- 일반 시
  - 베함베르크(Behamberg)
  - 비버바흐(Biberbach)
  - 엔스도르프(Ennsdorf)
  - 에른스트호펜(Ernsthofen)
  - 에르틀(Ertl)
  - 하이더스호펜(Haidershofen)
  - 홀렌슈타인안데어입스(Hollenstein an der Ybbs)
  - 오포니츠(Opponitz)
  - 장크트게오르겐암라이트(St. Georgen am Reith)
  - 장크트판탈레온에를라(St. Pantaleon-Erla)
  - 피에도르프(Viehdorf)
  - 바이스트라흐(Weistrach)
  - 빙클라른(Winklarn)